# Prodidomus kimberley
Espèce
Prodidomus kimberley est une espèce d'araignées aranéomorphes de la famille des Prodidomidae.

## Distribution
Cette espèce est endémique d'Australie. Elle se rencontre en Australie-Occidentale au Kimberley et dans le Nord du Territoire du Nord.

## Description
Le mâle holotype mesure 1,98 mm et la femelle paratype 1,80 mm.

## Systématique et taxinomie
Cette espèce a été décrite par Platnick et Baehr en 2006.

## Étymologie
Son nom d'espèce lui a été donné en référence au lieu de sa découverte, le Kimberley.

## Publication originale
- Platnick & Baehr, 2006 : « A revision of the Australasian ground spiders of the family Prodidomidae (Araneae, Gnaphosoidea). » Bulletin of the American Museum of Natural History, no 298, p. 1-287 (texte intégral).